# Гейт-э-Лабастид
Гейт-э-Лабасти́д (фр. Gueytes-et-Labastide) — коммуна во Франции, находится в регионе Лангедок — Руссильон. Департамент коммуны — Од. Входит в состав кантона Шалабр. Округ коммуны — Лиму.
Код INSEE коммуны — 11171.

## Население
Население коммуны на 2008 год составляло 36 человек.
| 1962 | 1968 | 1975 | 1982 | 1990 | 1999 | 2008 |
| ---- | ---- | ---- | ---- | ---- | ---- | ---- |
| 39   | 43   | 35   | 33   | 25   | 27   | 36   |

## Экономика
В 2007 году среди 21 человек в трудоспособном возрасте (15—64 лет) 12 были экономически активными, 9 — неактивными (показатель активности — 57,1 %, в 1999 году было 77,8 %). Из 12 активных работали 12 человек (7 мужчин и 5 женщин), безработных не было. Среди 9 неактивных 4 человека были учениками или студентами, 3 — пенсионерами, 2 были неактивными по другим причинам.